# Homalopoma baculum
Homalopoma baculum är en snäckart som först beskrevs av Carpenter 1864.  Homalopoma baculum ingår i släktet Homalopoma och familjen turbinsnäckor. Inga underarter finns listade i Catalogue of Life.